# Toni Miserachs
Toni Miserachs, nombre con que se conoce a Maria Antònia Miserachs y Ribalta (Barcelona, 1942), es una diseñadora gráfica española.

## Trayectoria
Miserachs nació en Barcelona en 1942. Realizó estudios de diseño gráfico en la Escuela Elisava de Barcelona entre 1962 y 1965, donde formó parte de la segunda promoción de aquella nueva escuela. Realizó prácticas bajo la dirección del diseñador suizo Yves Zimmermann en los laboratorios farmacéuticos Geigy entre 1963 y 1966. Después, trabajó en la empresa Industrias Gráficas Francisco Casamajó. En 1965, abrió su estudio de diseño, en el que trabajó hasta el 2009.
Vinculada al EINA, Centro Universitario de Diseño y Arte de Barcelona desde su fundación, en 1967, Miserachs trabajó como profesora, como jefa del Departamento de Diseño Gráfico, jefa de estudios, miembro de la Junta rectora y directora entre 1996 y 1998. También formó parte del equipo docente de la Escuela Massana durante el curso 1975-1976. Fue fundadora de la Agrupación de Comunicación Visual de Fomento de las Artes y del Diseño (FAD) en enero de 1972, y de la Asociación de Diseñadores Profesionales (ADP, 1971), de la cual fue presidenta entre 1994 y 1997. También fue miembro de la Junta Directiva del FAD entre 2009 y 2012.
A lo largo de su trayectoria profesional, sus clientes han sido tanto instituciones públicas, como la Generalidad de Cataluña, el Ayuntamiento de Barcelona o museos, colegios profesionales e instituciones culturales diversas, como empresas privadas (editoriales, comercios, farmacéuticas, despachos de profesiones liberales, hoteles y fundaciones). Sus trabajos incluían anagramas y logotipos, aplicaciones de imagen corporativa, señalización de espacios, carteles, cubiertas y sobrecubiertas de libros y revistas, exlibris, carátulas de discos, diseño gráfico aplicado al textil, etc.
En el campo del diseño gráfico editorial, específicamente, ha trabajado para editoriales como Lumen, Ketres, Edhasa, Edicions 62, Polígrafa y sobre todo para la Gran Enciclopedia Catalana, con obras enciclopédicas, como Biosfera, Historia natural de los Países Catalanes o el Atlas de historia de Cataluña. Miserachs hizo también el diseño gráfico de la revista andorrana Posobra entre junio de 1972 y enero de 1973), y el de la colección Marca Hispánica, fundada por los escritores José Agustín Goytisolo, Marta Pessarrodona y Julia Goytisolo Carandell para difundir la literatura catalana en los países hispanohablantes.

## Reconocimientos
El fondo Toni Miserachs, depositado en el Museo del Diseño de Barcelona, tiene documentación relativa a su actividad profesional como diseñadora y como docente, así como documentación sobre su actividad de proyección pública, como por ejemplo premios, exposiciones o actas culturales, y asociativa, además de material bibliográfico.
La Asociación de Diseñadores Gráficos del Fomento de las Artes y el Diseño (ADG-FAD) le concedió el premio LAUS de Honor 2021 «por su contribución a la definición de la profesión y a la docencia, por su tarea incansable con el asociacionismo profesional y en reconocimiento al liderazgo femenino en un sector donde las mujeres han sido invisibilizadas y dónde, todavía hoy, están lejos de conseguir la visibilidad que les corresponde».